# Liste der Mitglieder des gambischen Parlaments (1982–1987)
Dies ist eine Liste der Mitglieder des gambischen Parlaments (1982–1987).
Die Mitglieder des Parlaments in der westafrikanischen Staat Gambia, dem Repräsentantenhaus (englisch House of Representatives), wurden bei den Parlamentswahlen 1982 gewählt. Damals bestand das Repräsentantenhaus aus insgesamt 49 Mitgliedern, wovon 35 Mitglieder bei den Wahlen über eine Direktwahl ermittelt wurden, weitere 14 Mitglieder wurden ernannt.

## Mitglieder des Parlaments

### Gewählte Mitglieder des Parlaments
|  | Name                                     | Partei | Wahlkreis          | Verwaltungseinheit | Anmerkung                                     |
|  | ---------------------------------------- | ------ | ------------------ | ------------------ | --------------------------------------------- |
|  | Ibrahima B. A. Kelepha-Samba (1915–1995) | PPP    | Banjul North       | Banjul             |                                               |
|  | Momadu Lamin Saho (1932–1993)            | PPP    | Banjul Central     | Banjul             |                                               |
|  | Momodou (Dodou) M. Taal                  | PPP    | Banjul South       | Banjul             |                                               |
|  | Dembo Bojang                             | NCP    | Bakau              | Kombo St. Mary     |                                               |
|  | Omar A. Jallow (* 1949)                  | PPP    | Serekunda East     | Kombo St. Mary     |                                               |
|  | Abdoulie A. N’Jie                        | PPP    | Serekunda West     | Kombo St. Mary     |                                               |
|  | Nyimasata Sanneh-Bojang (1941–2015)      | PPP    | Northern Kombo     | Brikama            |                                               |
|  | Mbemba Jatta                             | PPP    | Southern Kombo     | Brikama            |                                               |
|  | Dembo A. S. Jatta                        | PPP    | Central Kombo      | Brikama            |                                               |
|  | Lamin Kitty Jabang (* 1942)              | PPP    | Eastern Kombo      | Brikama            |                                               |
|  | Henry M. Jammeh                          | Unabh. | Eastern Foni       | Brikama            |                                               |
|  | B. L. Kuti Sanyang                       | PPP    | Western Foni       | Brikama            |                                               |
|  | Saihou Barrow                            | Unabh. | Eastern Jarra      | Mansa Konko        |                                               |
|  | Yaya Ceesay (* 1937)                     | PPP    | Western Jarra      | Mansa Konko        |                                               |
|  | Bakary B. Dabo (* 1946)                  | PPP    | Western Kiang      | Mansa Konko        |                                               |
|  | Kebba O. Fadera                          | Unabh. | Eastern Kiang      | Mansa Konko        | ausgeschieden 1983, Nachfolger: Jallow Sanneh |
|  | Jallow Sanneh                            | PPP    | Eastern Kiang      | Mansa Konko        | nachgewählt 1983 für: Kebba O. Fadera         |
|  | Saihou S. Sabally (* 1947)               | PPP    | Sabach Sanjal      | Kerewan            |                                               |
|  | Fodayba Jammeh                           | NCP    | Illiasa            | Kerewan            |                                               |
|  | Lamin K. Saho                            | PPP    | Central Baddibu    | Kerewan            |                                               |
|  | Foday A. K. Makalo                       | NCP    | Lower Baddibu      | Kerewan            |                                               |
|  | Momodou S. K. Manneh                     | PPP    | Jokadu             | Kerewan            |                                               |
|  | Dodou N’Gum                              | PPP    | Lower Niumi        | Kerewan            |                                               |
|  | Landing Jallow Sonko († 2015)            | PPP    | Upper Niumi        | Kerewan            |                                               |
|  | Kebba N. Leigh                           | PPP    | Sami               | Georgetown         | ausgeschieden 1984, Nachfolger: Sarjo Touray  |
|  | Sarjo Touray                             | PPP    | Sami               | Georgetown         | nachgewählt 1984 für: Kebba N. Leigh          |
|  | Talib O. Bensouda                        | PPP    | Niani              | Georgetown         |                                               |
|  | Amulai Janneh                            | PPP    | Saloum             | Georgetown         |                                               |
|  | Mathew Y. Baldeh                         | PPP    | Lower Fulladu West | Georgetown         |                                               |
|  | Kebba K. Jawara                          | PPP    | Upper Fulladu West | Georgetown         |                                               |
|  | Lamin B. M’Boge                          | PPP    | Niamina            | Georgetown         |                                               |
|  | Momodou C. Jallow (1919–2000)            | PPP    | Jimara             | Basse              |                                               |
|  | Assan Musa Camara (1923–2013)            | PPP    | Kantora            | Basse              |                                               |
|  | Momodou C. Cham (* 1938)                 | PPP    | Tumana             | Basse              |                                               |
|  | Bubacarr M. Baldeh                       | Unabh. | Basse              | Basse              | ausgeschieden 1985, Nachfolger: Omar Sey      |
|  | Omar Sey (1941–2018)                     | PPP    | Basse              | Basse              | nachgewählt 1985 für: Bubacarr M. Baldeh      |
|  | Seni Singhateh (1939–2013)               | PPP    | Wuli               | Basse              |                                               |
|  | A. K. Touray († 2002)                    | Unabh. | Sandu              | Basse              |                                               |

### Ernannte Mitglieder des Parlaments
14 weitere Mitglieder des Parlaments wurden ernannt, diese sind bislang unzureichend belegt. Darunter wurden fünf von den Seyfolu unter ihren Reihen gewählt. Auch der Attorney General (deutsch Generalstaatsanwalt) ist ex-officio (deutsch von Amts wegen) ist Mitglied des Parlaments.
| Name                                       | Partei | Anmerkung                                                                 |
| ------------------------------------------ | ------ | ------------------------------------------------------------------------- |
| Fafa Edrissa M’Bai (1942–2025)             |        | Attorney General, ausgeschieden 1984, Nachfolger: Hassan Bubacar Jallow   |
| Hassan Bubacar Jallow (* 1951)             |        | Attorney General, nachnominiert 1984 für: Fafa Edrissa M’Bai              |
| Alieu Sulayman Jack                        |        | Parlamentssprecher, ausgeschieden 1983, Nachfolger: Momodou Baboucar Njie |
| Momodou Baboucar Njie (1929–2009)          |        | Parlamentssprecher, nachnominiert 1983 für: Alieu Sulayman Jack           |
| Alieu Erima Woola Fatty Badjie (1925–2005) | PPP    | [ 3 ]                                                                     |

## Veränderungen
- Kebba O. Fadera (parteilos), Wahlkreis Eastern Kiang, Member of Parliament bis 1983
- Jallow Sanneh (PPP), Wahlkreis Eastern Kiang, Member of Parliament ab 1983
- Kebba N. Leigh (PPP), Wahlkreis Sami, Member of Parliament bis 1984
- Sarjo Touray (PPP), Wahlkreis Sami, Member of Parliament ab 1984
- Bubacarr M. Baldeh, (parteilos), Wahlkreis Basse, Member of Parliament bis 1985
- Jallow Sanneh (PPP), Wahlkreis Basse, Member of Parliament ab 1985

## Spezielle Funktionen
- Sprecher der Mehrheitsfraktion (englisch Majority Leader): n/a
- Sprecher der Minderheitsfraktion (englisch Minority Leader): n/a
- Parlamentssprecher: Alieu Sulayman Jack bis 1983, Momodou Baboucar Njie ab 1983

## Abkürzungen und Akronyme
| PPP | People’s Progressive Party |
| NCP | National Convention Party  |
| MP  | Member of Parliament       |